# Piaf (film)
A Piaf (eredeti francia címén: La Môme) Olivier Dahan 2007-ben bemutatott, francia–brit–cseh koprodukcióban készített filmje, melyben Édith Piaf életét dolgozta fel. Az első alkalommal 2007. február 8-án, a Berlini Nemzetközi Filmfesztiválon vetített alkotás 2008-ban számos magas rangú elismerésben részesült: Golden Globe-díj, 2 Oscar-díj, 4 BAFTA-díj, 5 César-díj. A főszerepet játszó Marion Cotillard lett az első francia színésznő, aki Franciaországban forgatott film főszerepért kapott Oscar-díjat.

## A film cselekménye
A film Édith Piaf világhírű francia sanzonénekes életének számos momentumát idézi fel: gyermekkorát, felfedezését, megdicsőülését, barátait, híres előadásait, örömeit és bánatait, sikereit és kudarcait, élete drámai fordulatait, és halálát. A történet nem lineáris, több – főleg Piaf naplójára épülő – flashback töri meg.

## Főbb szereplők
| Szerep                                            | Színész             | Magyar hang     |
| ------------------------------------------------- | ------------------- | --------------- |
| Édith Piaf                                        | Marion Cotillard    | Für Anikó       |
| Simone "Mômone" Bertaud, Édith féltestvér nővére  | Sylvie Testud       | Murányi Tünde   |
| Louis Barrier                                     | Pascal Greggory     | Rosta Sándor    |
| Titine, gyermekkori prostituált barátnő           | Emmanuelle Seigner  | Ruttkay Laura   |
| Louis Gassion, Édith apja                         | Jean-Paul Rouve     | Forgács Gábor   |
| Louis Leplée, a Le Gerny mulató igazgatója        | Gérard Depardieu    | Helyey László   |
| Annetta Gassion, Édith anyja                      | Clotilde Courau     | Kerekes Andrea  |
| Marcel Cerdan, ökölvívó, Édith szerelme           | Jean-Pierre Martins | Kárpáti Levente |
| Louise Gassion, Édith apai nagyanyja              | Catherine Allégret  | Andresz Kati    |
| Raymond Asso, szövegíró, Édith szeretője, mentora | Marc Barbé          | Mihályi Győző   |
| Aïcha, Édith anyai nagyanyja                      | Farida Amrouche     |                 |
| Marlene Dietrich színésznő                        | Caroline Sihol      |                 |

## Bemutatók
- 2007. február 14.  Franciaország,  Belgium,  Svájc (francia nyelvterület) (La Môme)
- 2007. február 22.  Németország,  Svájc (német nyelvterület) (La Vie en rose)
- 2007. március 16.  Kanada (La Vie en rose)
- 2007. április 20.  Spanyolország, (La vida en rosa (Édith Piaf))
- 2007. május 4.  Olaszország (La Vie en rose)
- 2007. május 31.  Csehország (Edith Piaf)
- 2007. június 8.  Amerikai Egyesült Államok (La Vie en rose)
- 2007. június 21.  Magyarország (Piaf)
- 2007. június 22.  Egyesült Királyság (La Vie en rose)

## Box office
A film a világ filmszínházaiban összesen 83 260 098 amerikai dollár bevételt hozott;  ebből 10 301 706 USD-t az Amerikai Egyesült Államokban és Kanadában. Franciaországban, Algériában, Monacóban, Marokkóban és Tunéziában a film összesen 42 651 334 USD-t eredményezett. Magyarországon ez az összeg 119 065 USD-t tett ki.

## Extra változat
A Piaf – extra változat (eredeti francia címén: La Môme – Edition Collector) a film gyűjtői, digipack változata, melyet limitált példányszámban adtak ki. 2 DVD-t tartalmaz. A magyar és a külföldi kiadás között az a különbség, hogy a magyar változatban plusz egy zenei CD van, amelyen a filmzene található. Továbbá hazánkban megjelent egy szimpla tokos változat is, amely már nem volt limitált kiadású.
- 1. lemez (DVD): A teljes film található rajta, magyar szinkronnal és felirattal.
- 2. lemez (DVD): A film extrái találhatóak meg rajta. Az előzetes, egy Így készült a film című félórás kisfilm és két dokumentumfilm, az Edith Piaf: Egy földöntúli hang és az Edith Piaf: A szerelem himnusza. A két film között nagyon kis eltérés van, szinte ugyanaz a kettő.
- 3. lemez (CD): A filmzene (soundtrack) található rajta.

## Díjak
- Golden Globe-díj (2008)
  - Marion Cotillard – legjobb női főszereplő
- BAFTA-díj (2008)
  - Marion Cotillard – legjobb női főszereplő
  - Christopher Gunning – legjobb zene
  - Marit Allen – legjobb jelmez
  - Didier Lavergne és Jan Archibald – legjobb smink és maszk
- César-díj (2008)
  - Marion Cotillard – legjobb színésznő
  - Nagata Tecuo – legjobb operatőr
  - Olivier Raoux – legjobb díszlet
  - Laurent Zeilig, Pascal Villard és Jean-Paul Hurier – legjobb hang
  - Marit Allen – legjobb jelmez
- Oscar-díj (2008)
  - Marion Cotillard – legjobb női főszereplő
  - Didier Lavergne és Jan Archibald  – legjobb smink.
- Lumières-díj (2008)
  - Marion Cotillard – legjobb színésznő
- Arany Csillag (2008)
  - Marion Cotillard – legjobb színésznő[5]
- Boston Society of Film Critics Awards (2007):
  - Marion Cotillard – legjobb színésznő
- Cabourg Romantic Film Festival (2007)
  - Marion Cotillard – legjobb színésznő
- Český Lev (2008)
  - Marion Cotillard – legjobb színésznő
  - Christopher Gunning – legjobb zene
  - Laurent Zeilig – legjobb hang
- Kansas City Film Critics Circle Awards (2008)
  - Marion Cotillard – legjobb színésznő
- London Critics Circle Film Awards (2008)
  - Marion Cotillard – legjobb színésznő
- Los Angeles Film Critics Association Awards (2008)
  - Marion Cotillard – legjobb színésznő
  - Olivier Dahan – a világ közönségdíja
- NRJ Ciné Awards (2007)
  - Marion Cotillard – legjobb megjelenés
  - Marion Cotillard – az év színésznője
  - Top of the Box Office
- Palm Springs International Film Festival (2008)
  - Marion Cotillard – átütő játék díja
- Philadelphia Film Festival (2007)
  - Olivier Dahan – legjobb játékfilm
- 'Satellite Awards (2007)
  - Marion Cotillard – legjobb színésznő
- Seattle International Film Festival (2007)
  - Marion Cotillard – legjobb színésznő
- Vancouver Film Critics Circle (2008)
  - Marion Cotillard – legjobb színésznő

## Fordítás
- Ez a szócikk részben vagy egészben  a   La Môme című francia Wikipédia-szócikk fordításán alapul.  Az eredeti cikk szerkesztőit annak laptörténete sorolja fel. Ez a jelzés csupán a megfogalmazás eredetét és a szerzői jogokat jelzi, nem szolgál a cikkben szereplő információk forrásmegjelöléseként.

## Külső hivatkozások
- Hivatalos oldal
- Piaf a PORT.hu-n (magyarul)
- Piaf az Internetes Szinkronadatbázisban (magyarul)
- Piaf az Internet Movie Database-ben (angolul)
- Piaf a Rotten Tomatoeson (angolul)
- Piaf a Box Office Mojón (angolul)
- La Môme hivatalos honlapja (franciául)
- MySpace hivatalos honlap (angolul)
- La Môme fényképgaléria (oroszul)
- La Môme az Allocine honlapon (franciául)
- Box-office adatok a Cinefeed honlapon (franciául)
- Interjú Olivier Dahannal (angolul)
- Piaf – extra változat (2 DVD + 1 CD) (DIGIPACK VÁLTOZAT)
- La Môme – Edition Collector